# Chileense terriër
De Chileense terriër is het eerste hondenras afkomstig uit Chili. Het ras dateert uit de late 19de eeuw, en is het resultaat van het kruisen van de foxterriër met een aantal andere hondenrassen die voor de komst van de Spanjaarden al bestonden.
Dit hondenras wordt tot op heden niet erkend door de Fédération Cynologique Internationale.

## Uiterlijk
Een reu heeft een schofthoogte tussen de 31 en 39 centimeter. Teven hebben een schofthoogte tussen de 27 en 36 centimeter. Een volwassen reu weegt ergens tussen de 6 en 8 kilogram en een volwassen teef heeft een lichaamsgewicht tussen de 5 en 7 kilogram.

## Aard
De Chileense terriër is actief, affectief, en makkelijk te trainen.

## Gebruiksdoel
Oorspronkelijk werd de Chileense terriër gefokt en gebruikt voor het jagen en doden van kleinwild, alsook voor het doden van ratten. Tegenwoordig is dit ras ook een gezelschapshond.

## Heupdysplasie
Ondanks de zeldzaamheid en het relatief korte bestaan van dit ras zijn er wel al honden waarbij heupdysplasie is vastgesteld. Gezien de erfelijke eigenschappen van deze aandoening wordt het aangeraden om onderzoek te doen alvorens te fokken met dit hondenras.

## Vergelijkbare hondenrassen
- Braziliaanse terriër
- Foxterriër